# 大口眶燈魚
大口眶灯鱼（学名：Diaphus antonbruuni）为輻鰭魚綱燈籠魚目灯笼鱼科的其中一種，分布於印度洋海域，屬深海魚類，棲息深度可達500公尺，體長可達5.5公分。

## 扩展阅读
維基物種上的相關：大口眶灯鱼